# 아라카와샤코마에 정류장
아라카와샤코마에 정류장(일본어: 荒川車庫前停留場, あらかわしゃこまえていりゅうじょう)은 일본 도쿄도 아라카와구 니시오구 7・8초메에 있는 도쿄 도 교통국 도덴 아라카와 선의 정류장이다. 역명대로 도쿄 도 교통국 도덴 아라카와 선의 아라카와 차고가 바로 앞에 위치한다. 아라카와 구의 최서단이자 최북단 역이다.

## 정류장 구조
상대식 승강장 2면 2선의 지상 정류장이다. 미노와바시 행은 하차 전용 플랫폼과 승차 전용 플랫폼으로 나뉘어 있고 그 사이 차고에는 입고선과 출고선이 있다. 하차 전용 플랫폼의 바로 앞에는 아라카와 전차 영업소가 있어 승무원은 본 역에서 교대한다.
미노와바시 행 차량이 아라카와 차고 앞에서 운행을 종료하는 경우에는 먼저 하차 전용 플랫폼에서 본 정류소의 하차 승객을 하차시킨 다음에 승차 전용 플랫폼에서 대기하고 다른 차량 뒤에 정차시키고 승객들은 전 차량으로 옮겨 발차하고 승차 전용 플랫폼의 끝까지 가서 방향을 바꾸고 건늠선을 지나 와세다 방면 플랫폼을 통과, 미노와바시 행 하차 전용 플랫폼을 지난 위치에서 진행 방향을 바꾸고 건늠선을 지나 다시 미노와바시 행 하차 전용 플랫폼을 통과하고 분기기를 왼쪽으로 꺽어서 차고에 들어간다는 절차가 이루어지고 있다.

## 정류장 주변
- 도쿄 도 교통국 아라카와 전차 영업소
  - 도덴 아라카와 차고
    - 도시 전차 추억 광장 - 5500형 전차와 7500형 전동차 전시. 10:00 ~ 16:00 시간대에 무료로 관람할 수 있다.
- 일본 안테나 본사
- 스미다강
- JR 동일본 우쓰노미야 선・다카사키 선・우에노 도쿄 라인 오쿠역 - 약 500m 정도 떨어져 있다.
- JR 동일본 오쿠 차량센터 다바타 운전소
- 기타 구립 다키노가와 제5 초등학교

## 역사
- 1913년 4월 1일: 영업 개시.

## 사진

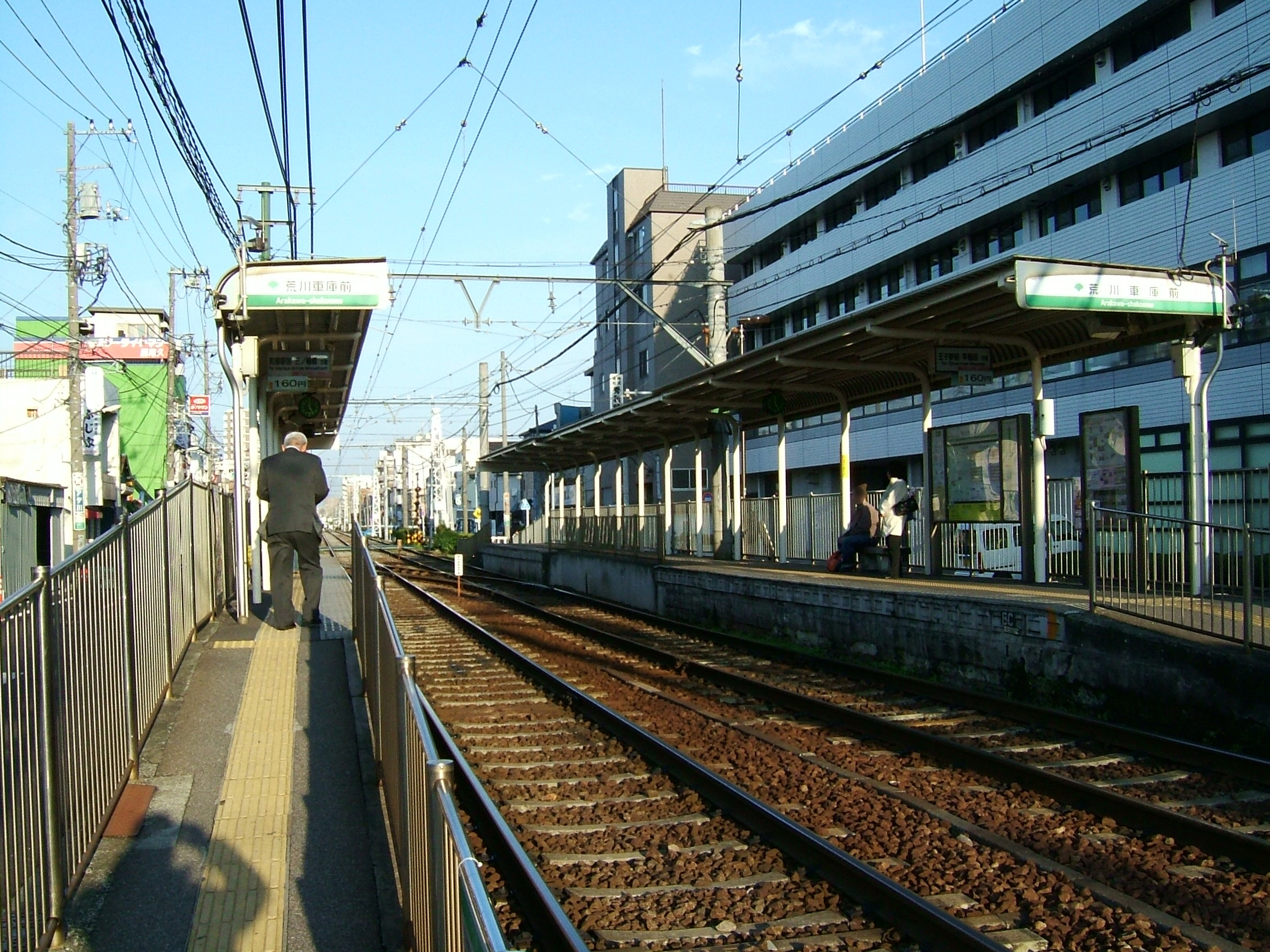
2번 플랫폼

## 인접 정류장
| 도쿄 도 교통국 ■ 도덴 아라카와 선 | 도쿄 도 교통국 ■ 도덴 아라카와 선 | 도쿄 도 교통국 ■ 도덴 아라카와 선  |
| --------------------------------- | --------------------------------- | ---------------------------------- |
| 가지와라 와세다 방면              |                                   | 아라카와유엔치마에 미노와바시 방면 |